# Liparis gautierensis
Liparis gautierensis är en orkidéart som beskrevs av Johannes Jacobus Smith. Liparis gautierensis ingår i släktet gulyxnen, och familjen orkidéer. Inga underarter finns listade i Catalogue of Life.